# Big Star
A Big Star amerikai rock/power-pop együttes volt. 1971-ben alakultak a Tennessee állambeli Memphisben.
Az első és a harmadik nagylemezeik bekerültek az 1001 lemez, amit hallanod kell, mielőtt meghalsz című könyvbe is. 1974-ben feloszlottak, de 1993-tól 2010-ig megint együtt voltak. 2010 márciusában Alex Chilton énekes elhunyt, 59 éves korában. Ugyanebben az évben Andy Hummel basszusgitáros is elhunyt, rák miatt, 59 éves korában. 2014-ben beiktatták a tagokat a memphisi Zenei Hírességek Csarnokába is.

## Diszkográfia
- Number 1 Record (1972)
- Radio City (1974)
- Third/Sister Lovers (1978)
- In Space (2005)